# Lilla Harrie
Lilla Harrie ist eine Ortschaft (tätort) in der südschwedischen Provinz Skåne län und der historischen Provinz Schonen.
Der Ort in der Gemeinde Kävlinge liegt am Fluss Kävlingeån, unweit der Stadt Lund.

## Geschichte
Im Dezember 1676 hatten hier schwedische Truppen im Vorfeld der Schlacht bei Lund ihr Heerlager errichtet.
Der Lilla Harriestenen ist ein verloren gegangener Runenstein,  der 1740 von Nils Wessman abgebildet wurde.

## Persönlichkeiten
- Anders Hallberg (* 1986 in Lilla Harrie), Handballspieler und -trainer